# مغالطه دلیل نامربوط
نتیجه‌گیری بی‌ربط یا دلیل نامربوط (به لاتین: ignoratio elenchi) مغالطه غیرصوری ارائه یک استدلال یا برهان است که ممکن است از نظر منطقی معتبر و درست باشد یا نباشد، اما نتیجه‌گیری آن از پرداختن به موضوع مورد نظر ناتوان است، یا به بیان دیگر عبارت است از عدم رابطهٔ منطقی بین مقدمات و نتیجهٔ یک استدلال. نتیجه‌گیری بی‌ربط در طبقه وسیعی از مغالطات مغالطات ربطی قرار می‌گیرد.
نتیجه‌گیری بی‌ربط را نباید با مغلطه بی‌ربطی اشتباه گرفت، مغلطه بی‌ربطی استدلالی است که نتیجه‌گیری آن از پیش‌فرض آن ناشی نمی‌شود.
در مغالطهٔ نتیجه‌گیری بی‌ربط، گویندهٔ استنتاج منطقی را به گونه‌ای بیان می‌کند که مقدمات (پیش‌فرض‌ها) نسبت به نتیجهٔ گرفته‌شده، اعم، اخص یا مباین (بیگانه) باشد.

## مثال‌ها
مقدمه اعم نسبت به نتیجه
«تیم فوتبال الف در خطر سقوط به دستهٔ پایین‌تر قرار دارد، بنابر این باید یک مهاجم گلزن برای تیم پیدا کنیم.»
(نتیجه قیودی دارد که از مقدمه حاصل نمی‌شود. مشکل منتج از مقدمه عام‌تر از گلزنی است و ممکن است دلیل ضعف تیم دفاع یا مربی‌گری و ... باشد.)
مقدمه اخص نسبت به نتیجه
او بهترین پنالتی‌زن کشور است بنابر این باید به تیم ملی فوتبال دعوت شود.
(مقدمه نمی‌تواند نتیجه را به صورت کامل ثابت کند و معیارهای دعوت به تیم‌ملی خاص مهارت در پنالتی‌زنی نیست.)
مقدمه بیگانه نسبت به نتیجه
«چگونه می‌توان از تیم فوتبال انتظار پیروزی داشت وقتی کاپیتان تیم با رقیب خوش و بش می‌کند؟»
(مقدمه با نتیجه مباین است و نمی‌توان رابطه منطقی بین مقدمه و نتیجه ایجاد کرد.)